# 中天調查報告
《中天調查報告》是中天新聞台在2011年至2020年3月8日播出的新聞專題節目。

## 主持人
- 第一任：崔企川（2011年-
- 第二任：詹慶齡（2014年10月19日－2015年11月29日）
- 第三任：許甫（2015年12月－2016年9月11日）
- 第四任：盧秀芳（2016年10月23日－2020年3月)

### 代班主持人
- 賴麗櫻（2016年11月6日、2017年2月5日、2017年7月9日）
- 敖國珠（2016年12月25日、2017年1月1日）

## 播出時間

### 首播
| 頻道       | 所在地 | 播映日期                      | 節目名稱     | 播出時間           |
| ---------- | ------ | ----------------------------- | ------------ | ------------------ |
| 中天新聞台 | 臺灣   | 2014年10月19日－2016年4月24日 | 中天調查報告 | 每週日 20:00-21:00 |
| 中天新聞台 | 臺灣   | 2016年5月1日－2016年9月11日   | 中天調查報告 | 每週日13:00-14:00  |
| 中天新聞台 | 臺灣   | 2016年10月23日－2018年5月13日 | 中天調查報告 | 每週日23:00-00:00  |
| 中天新聞台 | 臺灣   | 2018年6月3日-                 | 中天調查報告 | 週日23:00-00:00    |
| 中視新聞台 | 臺灣   | 2018年6月10日-                | 中視調查報告 | 週日14:00-15:00    |
| 中視新聞台 | 臺灣   | 2017年7月6日-2017年11月16日   | 中視調查報告 | 每週四21:00-22:00  |
| 中視新聞台 | 臺灣   | 2017年11月26日-2018年5月20日  | 中視調查報告 | 每週日14:00-15:00  |

### 重播
| 頻道       | 所在地 | 播映日期                     | 播出時間          |
| ---------- | ------ | ---------------------------- | ----------------- |
| 中天新聞台 | 臺灣   | 2014年10月30日-2018年5月14日 | 每週一03:00-04:00 |
| 中天新聞台 | 臺灣   | 2018年6月4日-                | 週一03:00-04:00   |

### 製作團隊
- 監製：朱緻恩
- 編審：薄征宇
- 製作人：賴麗櫻
- 文字記者：賴麗櫻、金汝鑫、林慧君、林雯婷
- 攝影剪輯：林書賢、盧松佑、蔡木啟、郭旺樹
- 執行製作：楊雅惠、曾建嘉
- 動畫設計：中天視創中心
- 燈光：林琪得
- 攝影：李國瑞、王鴻源
- 影音技術：黃信鴻、周易霖
- 技術指導：劉世淇
- 助理導播：宋昱賢、陳姵均
- 導播：石惠玲
- 造型團隊：伊林娛樂
- 音樂提供：HMP浩世音樂、金革唱片
- 製作、著作公司：中天新聞

## 外部連結
- 中天調查報告的Facebook專頁
- YouTube上的《中天調查報告》中天新聞台播放列表

| 臺灣 中天新聞台 每週日 20:00-21:00           | 臺灣 中天新聞台 每週日 20:00-21:00             | 臺灣 中天新聞台 每週日 20:00-21:00 |
| -------------------------------------------- | ---------------------------------------------- | ---------------------------------- |
|                                              | 中天調查報告 （2014年10月19日－2016年4月24日） |                                    |
| 新聞大審判 （2016年5月8日－2016年7月10日）   | 大國武器大觀ON FIRE                            |                                    |
| 每週日13:00-14:00                            |                                                |                                    |
| 中天午間新聞                                 | 中天調查報告 （2016年5月1日－2016年9月11日）   | 中天午間新聞                       |
| 每週日23:00-00:00                            |                                                |                                    |
| 新聞大審判 （2016年7月17日－2016年10月16日） | 中天調查報告 （2016年10月23日－2018年5月13日） | 深喉嚨之眼 （2018年5月20日－）     |
| 週日23:00-00:00                              |                                                |                                    |
| —                                            | 中天調查報告 （2018年6月3日－）                | —                                  |

| 臺灣 中視新聞台 每週四 21:00 - 22:00       | 臺灣 中視新聞台 每週四 21:00 - 22:00          | 臺灣 中視新聞台 每週四 21:00 - 22:00   |
| ------------------------------------------ | --------------------------------------------- | -------------------------------------- |
|                                            | 中視調查報告 （2017年7月6日－2017年11月16日） |                                        |
| 社會編輯部 （2014年5月5日－2017年6月29日） | 大政治大爆卦 (重播) （2017年11月20日－）      |                                        |
| 每週五 14:00 - 15:00                       |                                               |                                        |
| —                                          | 中視調查報告 （2017年11月24日－2018年5月4日） | 大政治大爆卦 (LIVE) （2018年5月7日－） |
| 週日14:00-15:00                            |                                               |                                        |
| —                                          | 中視調查報告 （2018年6月3日－）               | —                                      |